# Isländische Badmintonmeisterschaft 2017
Die Isländische Badmintonmeisterschaft 2017 fand vom 7. bis zum 9. April 2017 in der TBR-Halle in Reykjavík statt. Es war die 69. Auflage der nationalen Titelkämpfe von Island im Badminton.	

## Sieger und Platzierte
| Disziplin    | Gold                                            | Silber                                    | Bronze                                            |
| ------------ | ----------------------------------------------- | ----------------------------------------- | ------------------------------------------------- |
| Herreneinzel | Kári Gunnarsson                                 | Kristófer Darri Finnsson                  | Daníel Jóhannesson                                |
| Herreneinzel | Kári Gunnarsson                                 | Kristófer Darri Finnsson                  | Jónas Baldursson                                  |
| Dameneinzel  | Margrét Jóhannsdóttir                           | Sigríður Árnadóttir                       | Arna Karen Jóhannsdóttir                          |
| Dameneinzel  | Margrét Jóhannsdóttir                           | Sigríður Árnadóttir                       | Harpa Hilmisdóttir                                |
| Herrendoppel | Davíð Bjarni Björnsson Kristófer Darri Finnsson | Daníel Thomsen Kári Gunnarsson            | Egill Guðlaugsson Róbert Þór Henn                 |
| Herrendoppel | Davíð Bjarni Björnsson Kristófer Darri Finnsson | Daníel Thomsen Kári Gunnarsson            | Helgi Jóhannesson Magnús Ingi Helgason            |
| Damendoppel  | Margrét Jóhannsdóttir Sigríður Árnadóttir       | Drífa Harðardóttir Elsa Nielsen           | Jóhanna Jóhannsdóttir Sunna Ösp Runólfsdóttir     |
| Damendoppel  | Margrét Jóhannsdóttir Sigríður Árnadóttir       | Drífa Harðardóttir Elsa Nielsen           | Erla Björg Hafsteinsdóttir Snjólaug Jóhannsdóttir |
| Mixed        | Daníel Thomsen Margrét Jóhannsdóttir            | Davíð Bjarni Björnsson Drífa Harðardóttir | Jónas Baldursson Sunna Ösp Runólfsdóttir          |
| Mixed        | Daníel Thomsen Margrét Jóhannsdóttir            | Davíð Bjarni Björnsson Drífa Harðardóttir | Kristófer Darri Finnsson Jóhanna Jóhannsdóttir    |